# 村上基
村上 基（むらかみ もとい、1985年8月23日 - ）は、日本の音楽家。

## 略歴
神奈川県出身。
10歳からトランペットを始め、洗足学園音楽大学ジャズコース在学中より音楽活動を始める。2005年からGENTLE FOREST JAZZ BANDのリード・トランペッター、作曲家、編曲家として活動し、2007年から在日ファンクのトランペッターとしても活動中。
星野源、レキシ（レキシネーム「元妹子」）など、様々なアーティストのライブサポート、ホーンアレンジ、レコーディングに参加。その他CM・映画音楽の作曲/編曲、レコーディングも行っている。

## 参加バンド

### GENTLE FOREST JAZZ BAND
ジェントル久保田率いる21人編成のビッグバンド。リードトランペット、作曲、編曲を担当。
2018年1月にワーナーミュージック・ジャパンよりメジャー・デビュー。

#### ディスコグラフィー
| 発売日         | タイトル                                                             | 作・編曲楽曲 | 規格品番  |
| -------------- | -------------------------------------------------------------------- | --- | --------- |
| 2010年4月25日  | 「だけど今夜はビッグバンド」                                         | 「ブルース DE エキス」（作曲） | MR-0003   |
| 2011年10月19日 | 「だけど今夜はビッグバンド」（配信専用）                             | 「ブルース DE エキス」（作曲） |           |
| 2011年10月19日 | 「エンド・ル・マネー」（配信専用）                                   | 「エンド・ル・マネー」（作曲・編曲） |           |
| 2012年5月30日  | 「おとこって おとこって」（配信専用）                                | |           |
| 2012年6月27日  | 「ハイ・プレゼント」                                                 | 「とっておきタイム」（作曲・編曲） 「きみにくびったけ」（編曲） 「Dのサマー」（作曲・編曲） 「エンド・ル・マネー」（作曲・編曲） 「においの頃」（編曲） 「あら、お星さま」（作曲・編曲） 「したくないブギ」（編曲） 「いつでもよんでよ」（編曲） | MR-014    |
| 2014年4月30日  | 「ラブトピアへようこそ♥」（配信専用）                                | |           |
| 2015年3月25日  | 「スリリング・ザ・バンド」                                           | 「スリリング・ザ・バンド」（作曲） 「パパフリフリ」（編曲） 「Like a "D"」（作曲） 「だけど二人で」（編曲） 「Gentle Sisters Boogie」（編曲） | MR-024    |
| 2015年8月18日  | 「GENTLE FOREST JAZZ BAND 10th Anniversary Party @ CAY」（配信専用） | 「スリリング・ザ・バンド」（作曲） |           |
| 2018年1月24日  | 「GFJB」                                                             | 「Blues Banana」 「ブルースOTG ～俺時々我慢出来無～」 「Mood in “D"」 「ふたりごろごろ」 「しらけ鳥音頭」 | WPCS12851 |

二階堂和美 with Gentle Forest Jazz Band
| 発売日       | タイトル     | 作・編曲楽曲            | 規格品番              |
| ------------ | ------------ | ----------------------- | --------------------- |
| 2016年9月7日 | 「GOTTA-NI」 | 「Nica's Band」（編曲） | PCD-18816/7 PCD-27032 |

Gentle Forest Jazz Band & 浜野謙太
| 発売日        | タイトル                                                     | 作・編曲楽曲                                                                          | 規格品番   |
| ------------- | ------------------------------------------------------------ | ------------------------------------------------------------------------------------- | ---------- |
| 2014年3月26日 | 「東京03 FROLIC A HOLIC 何が格好いいのか、まだ分からない。」 | OPテーマ「何をしても格好悪い」（作曲・編曲） EDテーマ「分からないから」（作曲・編曲） | ANSB-55088 |

#### 参加作品
akiko
| 発売日       | タイトル                    | 編曲楽曲                                              | 規格品番  |
| ------------ | --------------------------- | ----------------------------------------------------- | --------- |
| 2015年2月4日 | 「Rockin' Jivin' Swingin'」 | 「Come On-A My House」 「Blues No.8」 「Goody Goody」 | POCS-1309 |

小松政夫
| 発売日         | タイトル                   | 収録楽曲                 | 規格品番   |
| -------------- | -------------------------- | ------------------------ | ---------- |
| 2016年10月26日 | 「親父の名字で生きてます」 | 「いつも心にシャボン玉」 | WPCL-12493 |

東京03
| 発売日        | タイトル                                                     | 作・編曲楽曲       | 規格品番   |
| ------------- | ------------------------------------------------------------ | ------------------ | ---------- |
| 2012年6月20日 | 第13回東京03単独公演「図星中の図星」                         | 劇中曲の作曲・編曲 | ANSB-55088 |
| 2013年3月27日 | 第14回東京03単独公演「後手中の後手」                         | 劇中曲の作曲・編曲 | ANSB-55124 |
| 2014年3月26日 | 東京03 10周年記念 悪ふざけ公演「タチの悪い流れ」             | 劇中曲の作曲・編曲 | ANSB-55162 |
| 2015年11月4日 | 東京03 FROLIC A HOLIC ラブストーリー「取り返しのつかない姿」 | 劇中曲の作曲・編曲 | ANSB-55200 |
| 2018年7月4日  | 東京03 FROLIC A HOLIC「何が格好いいのか、まだ分からない。」  | 劇中曲の作曲・編曲 | ANSB-55200 |

#### 出演
TV
- フジテレビ「＜祝!2020東京決定SP＞スポーツ衝撃の生対決と伝説の名場面で最高のおもてなし」
- テレビ東京「木曜8時のコンサート～名曲!にっぽんの歌～スペシャル」（八代亜紀 /「もう一度逢いたい」、山本リンダ /「狙いうち」）

舞台
- 第13回東京03単独公演「図星中の図星」[5]最終東京公演（演奏・出演・作編曲）
- 第14回東京03単独公演「後手中の後手」東京追加公演「ナンセンスな反乱」（演奏・作編曲）
- 東京03 10周年記念 悪ふざけ公演「タチの悪い流れ」[全6公演]（演奏・出演・作編曲）
- 東京03 FLORIC A HOLIC ラブストーリー「取り返しのつかない姿」[全6公演]（演奏・作編曲）
- 小松政夫「芸能生活50周年記念公演～いつも心にシャボン玉～」[全4公演]（演奏・作編曲）

### 在日ファンク
浜野謙太を中心に2007年に結成された7人組のファンクバンド。2014年に日本コロムビアよりメジャー・デビューし、2017年にカクバリズムに移籍。

#### ディスコグラフィー
| 発売日        | タイトル                                                  | 規格品番               |
| ------------- | --------------------------------------------------------- | ---------------------- |
| 2010年1月6日  | 「在日ファンク」                                          | PCD-4399               |
| 2011年8月24日 | 「ベスト・オブ・在日ファンク ～覗いてごらん見てごらん～」 | PCD-4527 COJA-9280     |
| 2011年9月7日  | 「爆弾こわい」                                            | PCD-18657 PCD-25133    |
| 2012年1月18日 | 「爆弾こわい 岡村靖幸REMIX」                              | PCD-4621               |
| 2012年6月24日 | 「Live at 東京キネマ倶楽部」                              | -                      |
| 2012年10月3日 | 「連絡」                                                  | PCD-18683              |
| 2013年5月2日  | 「はじめての在日ファンク・アワー LIVE in SHIBUYA」        | PCD-18737/8            |
| 2014年9月3日  | 「笑うな」                                                | COZP-964/5 COCP-38724  |
| 2015年5月6日  | 「ぜいたく」                                              | COCA-17013             |
| 2015年5月6日  | 「LIVE at EX THEATER ROPPONGI 2014」                      | TOG-179                |
| 2016年5月11日 | 「レインボー」（CD盤）                                    | COZP-1147/8 COCP-39522 |
| 2016年6月29日 | 「レインボー」（LP盤）                                    | COJA9305               |

髭×在日ファンク
| 発売日         | タイトル                       | 規格品番 |
| -------------- | ------------------------------ | -------- |
| 2011年11月23日 | 「We are HiGE！ / におい将軍」 | PCD-4399 |

コラボレーション
| タイトル       | タイトル                                                     | 規格品番 |
| -------------- | ------------------------------------------------------------ | -------- |
| 2010年10月20日 | 「あいつによろしく / 在日ファンクとサイトウ“JxJx”ジュン」    | PCD-4614 |
| 2010年11月7日  | 「BAY DREAM～FROM課外授業～ / 在日ファンクとサイプレス上野」 | PCD-4615 |
| 2010年12月22日 | 「Escape / 在日ファンクとROY」                               | PCD-4616 |

参加作品
| 発売日         | タイトル                                                                           | 参加楽曲 | 規格品番                    |
| -------------- | ---------------------------------------------------------------------------------- | --- | --------------------------- |
| 2010年9月8日   | 「モテキ的音楽のススメ 中柴いつか・小宮山夏樹盤」                                  | 「もしも明日」                                                                                               | NFCD-27286                  |
| 2011年8月31日  | 「モテキ的音楽のススメ・映画盤」                                                   | 「マルマルファンク（from 映画「モテキ」Live ver.）                                                           | AICL-2293                   |
| 2011年9月14日  | 「モテキ的音楽のススメ MTK PARTY MIX盤」                                           | 「あいつによろしく / 在日ファンクとサイトウ“JxJx”ジュン」                                                    | AICL-2294                   |
| 2011年9月21日  | 「モテキ的音楽のススメ Covers for MTK Lovers」                                     | 「ランニング・ショット」（柴田恭兵のカバー）                                                                 | AICL-2295                   |
| 2012年2月22日  | BACK DROP BOMB「THE OCRACY」                                                       | 「READY ON THE GROUND FEAT.ZAINICHI FUNK」                                                                   | CTCR-14750                  |
| 2012年4月22日  | 「ももクロ★オールスターズ2012」                                                    | 「教育 / 有安杏果 with 在日ファンク」                                                                        | NKCD-6603                   |
| 2013年12月11日 | サイプレス上野とロベルト吉野「ザ、ベストテン 10th Anniversary Best（紅）」         | 「GET UP AND DANCE」                                                                                         | PECF-1083                   |
| 2014年9月10日  | Yasei Collective「so far so good」                                                 | 「Tonight」（演奏/在日ファンクホーンズ）                                                                     | MR-023                      |
| 2015年9月30日  | RIP SLYME「10」                                                                    | 「Vibeman feat.在日ファンク」                                                                                | WPCL-12240                  |
| 2016年1月20日  | 東京カランコロン「noon/moon」                                                      | 「じゃがいも殺人事件」（with 在日ファンクホーンズ）」                                                        | AVCD-93292~3/B AVCD-93294~5 |
| 2016年9月21日  | Rei「ORB」                                                                         | 「Route 246」（演奏/在日ファンクホーンズ）                                                                   | DDCB-12402                  |
| 2016年12月7日  | sumika「SALLY e.p」                                                                | 「MAGIC」（演奏/在日ファンクホーンズ、ホーンアレンジ/村上基）                                                | NOID-0015 NOID-0016         |
| 2016年12月21日 | 坂本龍一「commmons: schola vol.16 Ryuichi Sakamoto Selections:Japanese Pop Music」 | 「爆弾こわい」                                                                                               | RZCM-45976                  |
| 2017年1月11日  | バンドじゃないもん!「YAKIMOCHI」                                                   | 「YAKIMOCHI」（演奏/在日ファンク）                                                                           | PCCA-70489                  |
| 2017年3月1日   | ドレスコーズ「平凡」                                                               | 「common式」（演奏/在日ファンクホーンズ、ホーンアレンジ/村上基） 「規律／訓練」（演奏/在日ファンクホーンズ） | KICS-93476 KIZC-374         |

#### 出演
CM
- サントリー "STONES BAR"「OPEN ME UP！篇」
- バスクリン インセントスカルプ「Gnocchi（ニョッキ）」「不覚のニョッキを禁じ得ない篇」（「根にもってます」）

TV
- テレビ東京
  - 「モヤモヤさまぁ～ず2」エンディングテーマ
    - 「爆弾こわい」「爆弾こわい 岡村靖幸REMIX」

  - 「ウレロ☆未確認少女」オープニングテーマ
  - 「ウレロ☆未完成少女」オープニングテーマ/第7話にゲスト出演
  - 「ウレロ☆未体験少女」オープニングテーマ/第6話にゲスト出演
  - 「ウレロ☆無限大少女」オープニングテーマ/第12話にゲスト出演
- 日本テレビ「PON!」
  - 4・5・6月番組ジングル。
  - エンタメ情報コーナー「エンタメよ～いPON!」で在日ファンクのコメント映像を放送。
- TBS「日10☆演芸パレード」
  - オープニングテーマ&出囃子
- TVK「音楽缶＃」
  - 1月度のオープニングテーマ「京都」
- フジテレビ
  - 「ロケットライブ2013～日本一早い生放送ネタライブSP!!」出演
  - 「あたしの音楽」
- NHK
  - 「MUSIC JAPAN ANNEX」 /「爆弾こわい」
  - 「MUSIC JAPAN」
  - 「日本人のおなまえ」テーマ曲
  - 「おじゃる丸」第18シリーズエンディングテーマ /「わからん」
- 劇場版「Go!Go!家電男子」主題歌 /「爆弾こわい」
- TOKYO MX「食の軍師」主題歌 /「ぜいたく」

舞台
- 「ウレロ☆未解決少女」クマールファンク役（在日ファンク）で出演

### その他
- DIRTY FOUR EYES
- オルケスタ・"バナナゼロ"・ムジカ
- 三宅裕司 & Light Joke Jazz Orchestra
- 羽毛田耕士ビッグバンド
- Lee&Small Mountains[7]
- 廣瀬真理子とパープルヘイズ
- Manami Morita Big Band
- 稲荷玲美ジャズオーケストラ
- 佐藤恭子リトルオーケストラ

## サポート

### 参加作品
レキシ
- 「Vキシ」（2016年6月22日発売）
- 「La族がまたやって来た、ジュー！ジュー！ジュー！」（2017年4月26日発売）

星野源
- 「Live Tour "YELLOW VOYAGE"」（2016年6月22日発売）
- 「Live Tour "Continues"」（2018年1月10日発売）
- 「Live Tour "POP VIRUS"」（2019年8月7日発売）

椎名林檎
- 「アダムとイヴの林檎」[8]（2018年5月23日発売）

Chara
- 「Shut Up and Kiss Me！Chara's 50th Birthday Blitz」（2018年5月23日発売）

吉井和哉
- 「ヨジー・カズボーン〜裏切リノ街〜」（2015年12月9日発売）

miwa
- 「アップデート」（2018年5月9日発売）

RADIO FISH
- 「進化論」（2017年4月18日発売）

私立恵比寿中学
- 「金八」（2015年1月28日発売）
- 「エビクラシー」（2017年5月31日発売）

吉澤嘉代子
- 「屋根裏獣」（2017年3月15日発売）

さだまさし
- 「Reborn ～生まれたてのさだまさし～」（2018年7月4日発売）

バナナゼロムジカ
- 「お米かくれんぼ」[9]（2017年11月8日発売）

sumika
- 「Fiction e.p」（2018年4月25日発売）

ビッケブランカ
- 「Take me Take out」[10]（2017年4月11日発売）

Negicco
- 「ねぇバーディア」（2015年8月11日発売）

TrySail
- 「adrenaline!!!」（2017年5月24日発売）

BRADIO
- 「LA PA PARADISE」（2017年10月11日発売）

鈴木みのり
- 「FEELING AROUND」（2018年1月24日発売）

TEE
- 「煙火 -enka-」（2013年8月7日発売）

スカート
- 「ひみつ」（2013年3月3日発売）

### ライブサポート
星野源
- LIVE TOUR 2016 "YELLOW VOYAGE"[11]（2016年1月9日-3月21日）
- 新春 Live 2days "YELLOW PACIFIC"[12][全2公演]（2017年1月23-1月24日）
- Live Tour 2017 "Continues"[13][全20公演]（2017年5月21日-9月10日）

レキシ
- 「レキシツアー 遺跡、忘れてませんか？」[全9公演]（2016年7月1日-2016年8月17日）
- 「Laughin'10周年突入記念イベント La族がまたやって来た、ジュー！ジュー！ジュー！」（2016年12月11日-12月16日）
- 「レキシツアー2017 不思議の国のレキシと稲穂の妖精たち」[全14公演]（2017年6月6日-7月27日）
- 「世界遺産劇場Extra レキシ、平泉に参上！」（2017年9月17日）
- 「お城でライブができる喜びを皆で分かちあおう～あれ?大阪、いつの陣?～」（2017年10月1日）
- 「不思議の国の武道館と大きな稲穂の妖精たち ～稲穂の日～」[14]（2017年10月10日）
- 「不思議の国の武道館と大きな稲穂の妖精たち ～キャッツの日～」（2017年10月11日）
- レキシ10周年!凱旋ライブ!!「レキシのライブに遊びに来（き）ねの～～」（2018年4月29日）
- KOYABU SONIC 2018（2018年9月17日）

大橋トリオ
- 「SUNSTAR presents J-WAVE LIVE SUMMER JAM 2016」（2016年8月21日）
- ohashiTrio & THE PRETAPORTERS NEW YEAR PARTY LIVE 2017[全2公演]（2017年1月25日・1月27日）

Chara
- 「Shut Up and Kiss Me! Chara's 50th Birthday Blitz」[15][全2公演]（2018年1月12日・1月13日）

ナオト・インティライミ
- 「ナオト・インティライミ アリーナツアー 2016 Sixth Sense」（2016年11月29日）

安藤裕子
- 安藤裕子 15周年 LIVE ～長くなるでしょうからお夕飯はお早めに～（2018年5月26日）[16]

## 作品

### CM
GENTLE FOREST JAZZ BANDとしての出演も含む
- アースミュージックアンドエコロジー
  - 「上機嫌でいこう篇」（作編曲/村上基、演奏/二階堂和美 with Gentle Forest Jazz[17]
  - ※出演
- ユーキャン
  - 「変わる、きっかけ。篇」
  - 「いいねほし子篇」
  - 「先々みす江篇」
  - 「明日や郎篇」
  - 「取り柄のぞみ篇」（作編曲/村上基、演奏/GENTLE FOREST JAZZ BAND）※出演
- ほけんの窓口
  - 「友旧との再会篇」（作編曲/村上基、演奏/GENTLE FOREST JAZZ BAND）※出演
- タマホーム
  - 「ハッピーソング坂本冬美篇」（編曲/村上基、演奏/GENTLE FOREST JAZZ BAND）※出演
- 丸亀製麺
  - 「鬼おろし肉ぶっかけ篇」（編曲/村上基、演奏/GENTLE FOREST JAZZ BAND）※出演
- ホットペッパーグルメ
  - 「できる男のネット予約篇」
  - 「記念日のポイント篇」（作編曲/村上基、演奏/GENTLE FOREST JAZZ BAND）※出演
- レヴール
  - 「Reveur Big Band」長澤まさみ篇
  - 「Reveur Big Band」石原さとみ篇
  - 「Reveur Big Band」戸田恵梨香篇
    - （編曲/村上基、演奏/GENTLE FOREST JAZZ BAND）※出演
- auビデオパス「月との交信篇」（演奏）
- ニチレイフーズ「本格焼きおにぎり」（演奏）
- 任天堂Wii U「はじめまして篇」（演奏）
- ほぼ日手帳「This is my LIFE.」（演奏/GENTLE FOREST JAZZ BAND）※出演

### TV
- フジテレビ「僕らの音楽」西川貴教 /「Vestige -ヴェスティージ-」
- NHK総合「バナナ♪ゼロミュージック」。ハウスバンドオルケスタ・"バナナゼロ"・ムジカとしてレギュラー出演（20015～2018年）

### 映画
- 「くも漫。」（作・編曲/村上基、劇伴/GENTLE FOREST JAZZ BAND）
- 「JAZZ爺MEN」劇中歌「君と駆けぬけた人生」に参加
- 「真田十勇士」合戦シーン劇伴に参加
- 「アニバーサリー」主題歌「ふたりディ！」に参加

### 舞台
- バナナマン単独ライブ「bananaman live LIFE is RESEARCH」
  - オープニング曲「Blues Banana」（編曲/村上基、演奏/GENTLE FOREST JAZZ BAND）